# Trolejbusy w Ruse
Trolejbusy w Ruse − system komunikacji trolejbusowej działający w bułgarskim mieście Ruse.
Trolejbusy w Ruse uruchomiono 9 września 1988.

## Linie
W mieście istnieje 8 linii trolejbusowych.

## Tabor
Do obsługi sieci wykorzystywane są 33 trolejbusy:
- Iveco 2470 Socimi − 17 trolejbusów
- FBW 91T − 8 trolejbusów
- Renault ER100 − 8 trolejbusów